# Umberto Campagnolo
Umberto Campagnolo (Este, 25 marzo 1904 – Venezia, 25 settembre 1976) è stato un filosofo italiano, fondatore e segretario generale della Société européenne de culture e direttore della rivista Comprendre.

## Biografia
Umberto Campagnolo, originario di Este, nel 1931 si laureò in filosofia teoretica con Erminio Troilo all’Università di Padova e nel 1933 prese la via dell’esilio volontario per via dei suoi sentimenti antifascisti. Si recò a Ginevra, dove ebbe modo di legarsi d’amicizia con lo storico e sociologo socialista Guglielmo Ferrero, inviso al regime fascista. Deciso a tornare agli studi, si orientò verso l’insegnamento giuridico di Hans Kelsen, di cui divenne l’unico allievo italiano, presso l’Institut Universitaire de Hautes Études Internationales. Nel 1937 conseguì il dottorato in Scienze politiche con una tesi poi pubblicata con il titolo Nations et droit e nel 1939 ottenne la libera docenza all’Università di Ginevra.
Allo scoppio della guerra mondiale decise di rientrare in Italia e si trasferì a Ivrea, dove era stato chiamato da Adriano e Massimo Olivetti con il compito di occuparsi della biblioteca di fabbrica della Olivetti e delle Nuove Edizioni Ivrea (poi Edizioni di Comunità), nonché delle relazioni dell’azienda con il pubblico. 
Nel 1943, dopo l’8 settembre, grazie all’appoggio di Concetto Marchesi, rettore dell’Università di Padova e attivo nella Resistenza, Campagnolo fu chiamato a insegnare dottrine politiche nell’ateneo patavino. Erano anni in cui le persecuzioni antifasciste colpivano docenti come Norberto Bobbio, con cui Campagnolo avrebbe in seguito stretto un importante sodalizio intellettuale. 
Al termine della guerra fu designato commissario dell’Istituto per gli studi di politica internazionale (ISPI) di Milano e si impegnò nel Movimento federalista europeo, di cui fu Segretario generale italiano tra il 1946 e il 1947, pubblicando anche il volume Repubblica federale europea, vero manifesto federalista subito tradotto anche in tedesco.
Messa in minoranza la sua corrente, Campagnolo si ritirò dal Movimento federalista europeo e si concentrò su un progetto al quale già stava lavorando, vale a dire la costituzione di un’associazione di intellettuali con il compito di custodire il dialogo e la pace in una fase caratterizzata da profonde divisioni politiche, ideologiche e militari. La Société européenne de culture si costituì ufficialmente a Venezia nel 1950 grazie all’appoggio di Giovanni Ponti, commissario straordinario della Biennale. L’organizzazione, ancora oggi operante, si poneva l’obiettivo di contribuire alla pace istituendo un dialogo tra intellettuali provenienti dall’Est e dall’Ovest dell’Europa e all’interno dei circoli liberali, cattolici e comunisti. Campagnolo era convinto che ciò sarebbe stato possibile se gli intellettuali avessero messo in primo piano le esigenze di una vita culturale autonoma da qualunque condizionamento da parte di partiti e governi. Questo atteggiamento, definito “politica della cultura” (“politique de la culture”) non era affatto apolitico o neutralista, poiché implicava un impegno concreto contro le minacce di influenza ideologica sugli sviluppi delle pratiche culturali.
La Société européenne de culture giunse in pochi anni a contare un migliaio di membri, tra cui i più grandi intellettuali europei di metà secolo: tra gli italiani Norberto Bobbio, Federico Chabod, Benedetto Croce, Arturo Carlo Jemolo, Giorgio La Pira, Gaetano Salvemini, Ignazio Silone, oltre a comunisti come Antonio Banfi e Umberto Terracini; tra le numerose personalità straniere Julien Benda, André Gide, Julian Huxley, Karl Jaspers, Thomas Mann, François Mauriac, Jean-Paul Sartre. Nel corso degli anni Cinquanta entrarono nella Société européenne de culture anche scrittori sovietici come Ilya Ehrenburg e intellettuali dell’Est europeo quali Bertolt Brecht e Anna Seghers. I considerevoli raggiungimenti della Société Européenne de culture erano dovuti alle capacità dialettiche di Campagnolo, agli approfondimenti della rivista di studio “Comprendre” di cui il filosofo era direttore, alle assemblee generali e alle altre occasioni di incontro in presenza che consentivano uno scambio diretto di opinioni tra intellettuali di diversa provenienza e diverso credo politico. Tra questi, spicca la prima Rencontre Est-Ouest tenutasi nel marzo 1956 a Venezia, a cui presero parte anche Jean-Paul Sartre, Maurice Merleau-Ponty, Ignazio Silone e i sovietici Michail Alpatov, Konstantin Aleksandrovič Fedin, Boris Polevoi.

## Il pensiero federalista
Pur essendo allievo di Hans Kelsen, Campagnolo negli anni Trenta non ne condivise i fondamenti su cui il suo maestro basava la sua teoria pura del diritto, convinto che il diritto internazionale non potesse esistere in quanto diritto, ma in virtù di trattati tra Stati che restavano sovrani. A simili considerazioni era portato dall’analisi filosofica dei fondamenti dello Stato, che sarebbe stata presto avvalorata dalla constatazione del fallimento della Società delle Nazioni. 
Fu la seconda guerra mondiale, con le sue catastrofiche conseguenze, a convincere Campagnolo della necessità di porre un limite alla sovranità dei singoli Stati europei, tanto che il filosofo sposò le idee federaliste. La sua visione filosofica, tuttavia, gli mostrava l’impossibilità del successo di un federalismo basato su meri accordi diplomatici fra Stati sovrani, nella convinzione cioè che attraverso gli strumenti diplomatici (a loro volta condizionati dai rapporti di forza tra Stati) non fosse possibile dare vita a un sistema giuridico federale. Questo pensiero è già chiaramente espresso nel suo libro Repubblica federale europea, del 1945. Ne conseguiva che i federalisti avrebbero dovuto guadagnarsi il sostegno delle nazioni e non dei loro governi, e che fosse indispensabile una “rivoluzione” di tipo culturale. Campagnolo riteneva, inoltre, che il mondo russo, così come l’impero britannico, fosse parte della civiltà europea.

## La "politica della cultura"
Una volta abbandonato il Movimento federalista europeo, Campagnolo decise di concentrare le proprie energie in un’opera di carattere “culturale”. La cultura, per Campagnolo, era «costituita da quei valori etici, politici, economici ed estetici di cui l'uomo ha sempre vissuto», dal momento che «la cultura porta in sé, più o meno consapevolmente, una morale universale». Il filosofo identificava infatti negli “uomini di cultura” (“hommes de culture”) coloro che avrebbero dovuto contribuire attivamente al processo in favore della pace europea. “Uomini di cultura” erano coloro che con la loro opera creavano dei valori umani, al di fuori di qualsiasi ideologia partitica ed organizzazione politica, ma che avevano il solo obiettivo di garantire il libero sviluppo dell’attività  “dell’uomo per l’uomo”:
«... la qualità di uomo di cultura non ha origine in una condizione sociale oggettiva, diversa dalle altre: corrisponde piuttosto a un atteggiamento soggettivo, attraverso il quale si esprime intensamente un'esigenza di universalità. Gli uomini di cultura si trovano in tutte le classi e in tutti i popoli. Essi devono interpretare e difendere le ragioni universali della giustizia, che nessun sistema giuridico può esaurire. Non perseguono una politica particolare in concorrenza con altre politiche particolari, ma tendono oggettivamente a mantenere vivo il senso del dovere che incombe sull'uomo, qualunque sia la sua condizione, per evitare che l'ordine stabilito diventi un ostacolo alla creazione di nuovi valori.»
Secondo Campagnolo, ciò implicava che gli “uomini di buona volontà”, per riprendere il motto di un membro fondatore della Société européenne de culture, Julien Benda, si riconoscono in una linea comune nella “politica dell’uomo per l’uomo”, perché tutti interessati in ugual modo ai valori universali, alle condizioni della sviluppo di una cultura autonoma rispetto alle pressioni politiche. Era questa la “politica della cultura” (“politique de la culture”), vale a dire l’impegno dell’intellettuale rivolto ad assicurare le condizioni di libertà della cultura rispetto a governi, ai partiti politici e agli interessi di classe:
«L'obiettivo di questa politica è contribuire a creare le condizioni necessarie per il pieno sviluppo dell'attività creativa umana. Essa afferma l'autonomia della cultura contro il conformismo, il totalitarismo, il moralismo, l'opportunismo e tutti gli altri -ismi che una società in crisi può inventare.»
«La politica ordinaria è lo sforzo dell'uomo di creare le condizioni reali e sociali in cui la cultura si incarna, perché la cultura rimane una pura astrazione finché non si incarna in condizioni specifiche. La politica ordinaria, però, tende a considerare queste condizioni come assolute e definitive; è allora che la politica della cultura interviene per impedire questa cristallizzazione, che tende a liberare la mente per permetterle di creare di nuovo. È questa tensione tra la necessità di istituzioni sociali e l'infinito bisogno di libertà della mente che rende possibile il progresso ed è il segno distintivo di una civiltà universale.»
Campagnolo fu segretario generale della Société européenne de culture e direttore della rivista Comprendre fino alla morte, avvenuta nel 1976, e in oltre venti anni approfondì il suo pensiero filosofico sui rapporti tra cultura e politica mantenendo una innegabile linea di continuità con quanto già sostenuto fin dagli anni Trenta nelle sue riflessioni giuridiche su sovranità, federalismo e pace mondiale. Campagnolo affermava infatti che il compito della “politica della cultura”.
«... è generare le forze necessarie per creare l'ordine che renderà obsolete le strutture esistenti. Inizierà mostrando che queste forze possono e devono creare le istituzioni la cui esistenza significherà superare la crisi: come possono e come devono farlo. La politica della cultura è quindi positiva e costruttiva. Infatti, per prevenire la violenza, è obbligata a usare la ragione per risolvere i problemi che costringono l'uomo a ricorrere alla violenza.»

## Opere principali
- Nations et droit. Le développement du droit international entendu comme développement de l'Etat, Parigi, Alcan, 1938.
- Verso una Costituzione federale per l’Europa. Una proposta inedita del 1943, a cura di Mario G. Losano, Milano, Giuffré, 2003
- Repubblica federale europea. Unificazione giuridica dell’Europa, Milano, L’Europa unita, 1945 [traduzione tedesca Der europäische Bundesstaat. Die juristische Einigung Europas, Berna, Francke, 1945]
- Petit dictionnaire pour une politique de la culture, Neuchâtel, Éditions de la Baconnière, 1969
- La plus grand révolution. Une paix qui n'a pas pour alternative la guerre, Neuchâtel, Neuchâtel, Éditions de la Baconnière, 1971.